# Massaorganisaties in Noord-Korea
Massaorganisaties in Noord-Korea. Alle massaorganisaties in Noord-Korea worden geleid door leden van de regerende Koreaanse Arbeiderspartij (CDN), ze staan onder directe controle van het Centraal Comité van de CDN. De massaorganisaties zijn lid van een overkoepelende organisatie, het Democratisch Front voor de Hereniging van het Vaderland genaamd.

## Lijst van de voornaamste massaorganisaties in Noord-Korea
| Embleem | Naam                                                    | Koreaans                  | Oprichtingsdatum | Omschrijving                                 |
| ------- | ------------------------------------------------------- | ------------------------- | ---------------- | -------------------------------------------- |
|         | Democratisch Front voor de Hereniging van het Vaderland | 조국통일민주주의전선      | 22 juli 1946     | mantelorganisatie, volksfront                |
|         | Kimilsungistische-Kimjongilistische Jeugdliga           | 김일성-김정일주의청년동맹 | 17 januari 1946  | jeugdbeweging (15-30 jaar)                   |
|         | Comité voor Vreedzame Hereniging van het Vaderland      | 조국평화통일위원회        | 13 mei 1961      | beweging die naar een herenigd Korea streeft |
|         | Socialistische Vrouwenunie van Korea                    | 조선사회주의녀성동맹      | 18 november 1945 | vrouwenbeweging                              |
|         | Koreaans Nationaal Vredescomité                         |                           |                  | vredesbeweging                               |
|         | Koreaans Studenten Comité                               |                           |                  | studentenbeweging                            |
|         | Algemene Federatie van Vakverenigingen van Korea        | 조선직업총동맹            | 30 november 1945 | vakbond                                      |
|         | Koreaanse Raad van de Gelovigen                         |                           | 1989             | koepelorganisatie                            |
|         | Koreaanse Boeddhistische Federatie                      | 조선불교도련맹            | 26 december 1946 | kerkverband                                  |
|         | Koreaanse Christelijke Federatie                        | 조선그리스도교연맹        | 28 november 1946 | (Prot.) kerkverband                          |
|         | Koreaanse Katholieke Vereniging                         | 조선카톨릭교협회          | 1988             | kerkverband                                  |
|         | Koreaans Orthodox Comité                                | 조선정교위원회            | 2002             | kerkverband                                  |
|         | Stuurgroep voor de Religie van de Hemelse Weg           |                           | 1945             | kerkverband (Cho'ngogyo-godsdienst)          |
|         | Unie van Landarbeiders van Korea                        | 조선농업근로자동맹        | 31 januari 1946  | landbouworganisatie                          |
|         | Koreaanse Jonge Pioniers                                | 조선소년단                | 6 juni 1946      | kinderorganisatie (9-15 jaar)                |
|         | Koreaanse Unie van Journalisten                         | 조선기자동맹              | 10 februari 1946 | bond voor journalisten                       |
|         | Koreaanse Federatie voor Literatuur en Kunsten          | 조선문학예술총동맹        | 25 maart 1946    | kunstenaarsvereniging                        |